# Back from the Grave Volume 5
Back from the Grave Volume 5 è il quinto album della omonima collana di album discografici, pubblicato dalla Crypt Records nel 1985. L'album contiene una selezione di brani di genere garage rock degli anni sessanta.

## Tracce
Lato A
1. The Humans – Warning (Wm. R. Kuhns Jr) – 1966
2. The War Lords – Real Fine Lady – 1966
3. The Vestells – Won't You Tell Me – 2:37 (Bob Schick) – 1966
4. The Illusions – City of People – 2:23 (Thom Strasz) – 1966
5. The Jaguars – It's Gonna Be Alright – 2:17 (Hosner, Leathers) – 1966
6. The Few – Escape (Barnette, Fischl) – 1967
7. The Tikis – Show You Love (Bob Folger, Rick Workman) – 1966
8. The Keggs – To Find Out (Art Lenox, Bob Rich, Pat Amboyan, Steve Cool) – 1967

Lato B
1. The Jesters of Newport – Stormy (Ed Cusby) – 1965
2. The Henchmen – Livin' – 2:20 (Hada) – 1966
3. The Tigermen – Close that Door – 2:39 (Consedine, Farrell) – 1966
4. The Aztex – The Little Streets in My Town – 2:15 (Miskus, De Luna) – 1967
5. The Hatfields – The Kid from Cinncy – 2:25 (Gerry Beard) – 1967
6. The Nobles – Something Else (Tom Darden, Bob Darden) – 1966
7. The Centrees – She's Good for Me (L. Bosma, M. Bosma, B. Reinhardt, S. Canter) – 1967
8. The Rising Tides – Take the World as It Comes (Sabine, Pearson) – 1965